# دهستان گلخانی
دهستان گلخانی، یکی از دهستان‌های بخش صابری شهرستان نیمروز در استان سیستان و بلوچستان ایران است. مرکز این دهستان، روستای گلخانی است.

## جمعیت
بر پایه سرشماری عمومی نفوس و مسکن در سال ۱۳۹۵، جمعیت دهستان گلخانی برابر با ۴٬۸۸۷ نفر بوده‌است.